# Amphiselenis chama
Amphiselenis chama is een vlindersoort uit de familie van de prachtvlinders (Riodinidae), onderfamilie Riodininae.
Amphiselenis chama werd in 1887 beschreven door Staudingerl.